# GB C4 1101–1112
Die Reisezugwagen mit Drehgestellen der Gattung C4 mit den Nummern 1101–1112 kamen bei der Gotthardbahn-Gesellschaft (GB) ab 1874 zum Einsatz.

## Geschichte
1874 beschaffte die GB zwölf Personenwagen der 3. Klasse mit Drehgestellen für die im gleichen Jahr eröffneten «Tessiner Talbahnen» von Lugano nach Chiasso und Biasca über Bellinzona bis Locarno. Die Wagen wurden bei der Waggonfabrik Schmieder & Mayer in Karlsruhe hergestellt.
Sie hatten Fachwerk-Drehgestelle in Kastenform mit einem Achsstand von 1800 mm. Aufgrund dieser einfachen Ausführung waren nur Geschwindigkeiten bis etwa 70 km/h zulässig. Die Durchgangswagen mit Mittelgang boten jeweils 72 Sitzplätze und verfügten über Dampfheizung und Gasbeleuchtung.
Die Wagen wurden von den Schweizerischen Bundesbahnen (SBB) bei der Verstaatlichung der GB 1909 übernommen und bekamen die Nummer 9401–9412. Wie lange die Wagen im Einsatz waren, ist nicht genau bekannt.